# المرأة في مقدونيا الشمالية
النساء في مقدونيا هن النساء اللاتي يعيشن في أو من جمهورية مقدونيا.

وهن يعيشن في مجتمع المقدوني أبوي في العادة.
تقليديا، النساء في مقدونيا يقمن بأداء الأعمال المنزلية.
و في المجال الأكاديمية، تركز بعض النساء المقدونيات في دراسة العلوم الإنسانية.
وتمسك بعض النساء في مقدونيا مناصب في السلطة.
وتتلقى النساء «الميراث» من خلال نظام المهر، لأن الميراث يتم نقله تقليديا إلى الورثة الذكور.
تتلقى بعض النساء في العصر الحديث الميراث الذي ينقسم بين الأشقاء من قبل والديهم.
الطريقة التقليدية للنساء لتحية بعضهن البعض ينطوي على تبادل القبلات.
يتم التعامل مع الطب التقليدي من قبل بعض النساء من الجيل الأكبر سنا، اللاتي يقمن بدور المعالجات الإيمانيات، كشفاء الناس من الأمراض التي يسببها ما يسمى «العين الشريرة.»